# La Romareda
La Romareda je víceúčelový stadion sloužící zejména pro fotbal ve španělském městě Zaragoza. Využívá se především pro fotbalová utkání místního klubu Real Zaragoza. Kapacita stadionu je 33 608 diváků. Kromě toho stadion slouží jako kulturní zařízení s možností pořádání koncertů. Tento stadion využívá při koncertních turné mnoho zpěváků a hudebníků.

## Historie
Stadion La Romareda se začal stavět díky úsilí starosty Luise Gómeze Laguny a jeho nástupce Cesáreo Alierty, který byl prezidentem klubu Real Zaragoza. Jejich předchozí domácí stadion Estadio Torrero s kapacitou 20 000 byl považován za příliš malý. Věc byla předložena městské radě, která dne 9. února 1956 plány na výstavbu stadionu schválila. Byl slavnostně otevřen po patnácti měsících 8. září 1957 zápasem mezi Real Zaragoza a CA Osasuna.
Stadion prošel různými přestavbami, a to v roce 1977 a v roce 1982, kdy se stal jedním ze stadionů, které hostily Mistrovství světa ve fotbale 1982. Při letních olympijských hrách v roce 1992 v Barceloně se zde konaly zápasy ve fotbale. V roce 1994 prošel další rekonstrukcí, při které byla zrušena místa na stání. Konal se zde i Superpohár UEFA 1995.
Když Jaca podala nabídku na pořádání zimních olympijských her v roce 2014, měl tento stadion být hlavním centrem her. Pořádání ale bylo uděleno Soči.
Potřeba, aby Zaragoza měla nový stadion, vznikla po návštěvě delegace UEFA v La Romareda dne 20. ledna 1999 v rámci hodnocení kandidatury Španělska na zorganizování Mistrovství Evropy ve fotbale 2004, které odhalilo významné nedostatky v pořádání sportovní akce na vysoké úrovni. Práce na rozšíření La Romareda na stadion s kapacitou 43 000 míst měly začít 17. dubna 2006 a skončit včas na Expo 2008 v Zaragoze. Žalobu však podala politická strana (PAR) a prohlásila, že rozšíření stadionu by bylo na úkor obyvatelstva a plánované práce je třeba zastavit. Soudce nařídil pozastavení, což se stalo. Město oznámila v únoru 2008 výstavbu nového stadionu v městské části San José. Výstavba měla být zahájena v polovině roku 2009 a měla být hotova do 24 měsíců. V únoru 2011 bylo ale oznámeno odložení výstavby nového stadionu v San José.